# Lista de armas de fogo
Um fuzil semiautomático é um fuzil que dispara uma rodada cada vez que o gatilho é puxado. Eles também são conhecidos como fuzis autocarregados self-loading rifles ('SLR') ou Fuzil de autocarregamento.
- AAC Honey Badger PDW
- Accuracy International AS50
- Ag m/42
- AGM-1 Carbine
- AK-22
- AK-47
- AK-74
- AK74U
- AMT Lightning 25/22
- AR-57
- AR-15
- Armalite AR-7
- Armscor AK22
- Armscor M16 22
- AWC G2
- Barrett M82
- Barrett XM109
- Barrett XM500
- Benelli Argo
- Benelli Argo Comfortech
- Benelli Argo EL
- Benelli MR1
- Beretta BM59
- Beretta Cx4 Storm
- Beretta Rx4 Storm
- Berkut rifle
- Breda M1935 PG Rifle
- Browning 22 Semi-Auto rifle
- Browning BAR
- Bushmaster M4 Type Carbine
- Bushmaster XM-15
- Calico Liberty
- Calico M100
- Carbon 15
- Charlton Automatic Rifle
- Colt AR-15
- Crazy Horse rifle
- CZ 511
- ČZW-127
- Demro TAC-1
- Dragunov sniper rifle
- Dragunov SVU
- FAMAE FD-200
- FEG Model 58
- FN FAL
- FN FNAR
- FN Scar-H
- FN Scar-H SV
- FN Model 1949
- Fusil Automatique Modèle 1917
- General Liu rifle
- German Sport Guns GSG-5
- Gewehr 41
- Gewehr 43
- Hakim Rifle
- Harris Gun Works M-96
- Heckler & Koch HK41
- Heckler & Koch HK43
- Heckler & Koch PSG1
- Heckler & Koch SL7
- Heckler & Koch SL8
- Heckler & Koch SR9
- Heckler & Koch HK416
- Hi-Point Carbine
- Howa Type 64
- Howard Francis machine carbine
- Howell Automatic Rifle
- Itajubá Model 954 Mosquetão
- KAL1 General Purpose Infantry Rifle
- Kbsp wz. 1938M
- Kel-Tec RFB
- Kel-Tec SU-16
- Kel-Tec SUB-2000
- Kintrek KBP-1
- L1A1 Self-Loading Rifle
- M110 Semi-Automatic Sniper System
- M1941 Johnson rifle
- M1922 Bang rifle
- M1947 Johnson auto carbine
- M1 carbine
- M1 Garand
- M21 Sniper Weapon System
- M25 Sniper Weapon System
- M39 Enhanced Marksman Rifle
- M4A1
- M4A4
- M89SR sniper rifle
- M16A1
- Makarov
- Marine Sco
- Norinco JW-20
- MG 42
- MP 40
- Norinco NHM 91
- Olin/Winchester Salvo Rifle
- P90
- PP2000
- Pauza P-50
- Pedersen rifle
- Preetz Model 65
- PSL (rifle)
- PTR 91F
- QBU-88
- Rasheed Carbine
- Remington Model Four
- Remington Model 8
- Remington Model 24
- Remington Model 522 Viper
- Remington Model 552
- Remington Model 597
- Remington Model 740
- Remington Model 742
- Remington Nylon 66
- Remington Semi Automatic Sniper System
- Rieder Automatic Rifle
- Robinson Armament M96 Expeditionary
- Ruger 10/17
- Ruger 10/22
- Ruger Deerfield Carbine
- Ruger Mini-14
- Ruger Mini-30
- Ruger Model 44
- Ruger Police Carbine
- Ruger SR-556
- Ruger XGI
- Saiga semi-automatic rifle
- Savage Model 64
- SCAR-L
- SIG Sauer SIGM400
- SIG Sauer SIG516
- SIG Sauer SIG556xi
- SIG 522LR
- SKS
- Smith & Wesson M&P10
- Smith & Wesson M&P15
- Smith & Wesson M&P15-22
- SOCOM II Rifle
- Springfield Armory M1A
- SR-25
- Steyr IWS 2000
- STK SSW (arma de fogo)
- Steyr SSGM1
- Sturmgewehr 58
- SVT-40
- Tabuk Sniper Rifle
- Terry Carbine
- Thompson Autorifle
- Fuzil Designado de Atirador do Corpo de Marinheiros dos Estados Unidos
- UMP45
- Volkssturmgewehr
- Vulcan V18
- Vz. 52 rifle
- Walther G22
- Walther WA 2000
- Winchester Model 1905
- Winchester Model 1907
- Winchester Model 1910
- Winchester model 30
- Zastava M76
- Zastava M91
- Zijiang M99